# Schwartbuck
Schwartbuck ist eine Gemeinde im Kreis Plön in Schleswig-Holstein.

## Geografie
Schwartbuck liegt etwa 12 km nordwestlich von Lütjenburg und etwa 3 km von der Ostsee entfernt. Zur Gemeinde gehören die Ortsteile Schwartbuck und Schmoel. Das Gut Schmoel liegt im Gemeindegebiet.

## Geschichte
Schwartbuck, das ursprünglich „Suarzepouc“ hieß geht auf eine slawische Gründung zurück. Der Ort wurde 1216 erstmals erwähnt. Unter Adolf IV. wurde das Land damals mit friesischen und westfälischen Siedlern kolonialisiert, wobei die slawische Siedlung übernommen wurde.

## Gut Schmoel
Das Gut Schmoel, ab dem 15. Jahrhundert im Eigentum der Familie Rantzau, wurde 1433 erstmals erwähnt. Ursprünglich wurde das Herrenhaus als Wasserburg angelegt.
Im Jahre 1686 gab es auf Schmoel Hexenprozesse, bei denen insgesamt 18 Menschen hingerichtet wurden. Infolgedessen wurde der Gutsherr Christoph von Rantzau aufgrund eines Verfahrensfehlers zu einer Geldstrafe verurteilt.
Zwei Jahre später schaffte er die Leibeigenschaft auf dem Gut ab, was jedoch sein Nachfolger wenige Jahre später revidierte. Dagegen führten die Bauern im 18. Jahrhundert mehrere Prozesse. Seit 1740 gehörte Gut Schmoel zur Herrschaft Hessenstein, mit der der schwedische König Friedrich seinen unehelichen Sohn Friedrich Wilhelm von Hessenstein versorgte. Dieser hob die Leibeigenschaft erst zwischen 1795 und 1800 auf.
Seit Anfang der 1990er Jahre ist die Strandseelandschaft bei Schmoel ein Naturschutzgebiet, das ein wichtiges Brut- und Rastgebiet für Enten und andere Vögel ist.

## Politik

### Gemeindevertretung
Bei der Kommunalwahl am 14. Mai 2023 wurden insgesamt elf Sitze vergeben. Von diesen erhielt die Kommunale Wählergruppe Schwartbuck fünf Sitze, die SPD vier Sitze und die CDU zwei Sitze.

### Wappen
Blasonierung: „In Silber ein leicht erhöhter blauer Wellenbalken, oben ein rotes Torhaus, unten schräg gekreuzt eine schwarze Forke und ein schwarzer Dreschflegel.“

## Wirtschaft und Infrastruktur
In Schwartbuck gibt es einen Kindergarten und eine Grundschule. Auch gibt es eine Schokoladenmanufaktur und ein Gästehaus.